# ウラディミル・ミホリェヴィッチ
ウラディミル・ミホリェヴィッチ（Vladimir Miholjević、1974年1月18日 - ）は、クロアチア、ザグレブ出身の自転車競技（ロードレース）選手。

## 来歴
1998年
- クロアチア選手権・個人ロードレース 優勝
- ツアー・オブ・クロアチア 総合優勝

2000年
- クロアチア選手権・個人ロードレース 優勝
- ツール・デュ・ドゥー 優勝
- ヤドランスカ・マギストララ 優勝

2001年
- ポレチュトロフィー 優勝

2002年、アレッシオに移籍。
- ジロ・デ・イタリア 総合35位
- ブエルタ・ア・エスパーニャ 総合24位

2003年
- ジロ・デ・イタリア 総合40位
- ツール・ド・フランス 総合50位

2004年
- ジロ・デ・イタリア 総合24位
- ブエルタ・ア・エスパーニャ 総合78位

2005年、リクイガス（後のリクイガス・キャノンデール）に移籍。
- ジロ・デ・イタリア 総合31位

2007年
- ジロ・デ・イタリア 第1ステージ・チームタイムトライアル優勝、総合65位

2008年
- ジロ・デ・イタリア 総合21位

2009年
- ジロ・デ・イタリア 総合53位

2010年、アクア & サポーネに移籍。
- ジロ・デ・イタリア 総合25位

2011年
- ジロ・デ・イタリア 総合31位

2012年
- クロアチア選手権
  - 個人ロードレース 優勝
  - 個人タイムトライアル 優勝